# Touffreville-sur-Eu

Touffreville-sur-Eu este o comună în departamentul Seine-Maritime, Franța. În 1 ianuarie 2022 avea o populație de 230 de locuitori.